# Kościół Najświętszego Serca Jezusowego w Dzietrznikach
Kościół Najświętszego Serca Jezusowego w Dzietrznikach – ceglany rzymskokatolicki kościół parafialny zlokalizowany w Dzietrznikach (powiat wieluński, województwo łódzkie). 

## Historia
Pierwszy modrzewiowy kościół, kryty gontem i wyposażony w trzy ołtarze zbudowali we wsi Paulini z Wielunia w XIV lub XV wieku. Z 1403 pochodzi pierwsza wzmianka o parafii dzietrznickiej (w 1444 wymieniono plebana Jakuba, a kolejny zapis umieszczono w 1498 z okazji wizyty arcybiskupa gnieźnieńskiego). W 1521 istniał we wsi kościół parafialny pod wezwaniem św. Katarzyny. Właścicielem wsi był wówczas Jan Łaski, prymas polski. Świątynię konsekrował biskup Adam Górski w 1625. Obiekt miał dzwonnicę, zakrystię i posadzkę z cegły, którą w 1730 zmieniono na drewnianą. Przed 1744 wzniesiono nową dzwonnicę. W początku XIX wieku zburzono wieżę albo też odsunięto ją od zachodniej ściany. W 1819 (kasata zakonów) parafię i kościół przejęli księża diecezjalni. Od 1850 kościół we wsi był filią parafii pątnowskiej. W 1895 zarządzono odwrócenie sytuacji. W 1908 obie parafie stały się niezależne od siebie. W 1896 do Dzietrznik przyjechał ks. Wacław Kokowski. Parafia liczyła wówczas 3600 osób, w związku z czym ksiądz zainicjował temat budowy nowego, większego kościoła. Budowę rozpoczęto w 1900 pod obecnym wezwaniem, a kamień węgielny wmurowano w 1901. W 1902 ksiądz Kokowski odszedł rozczarowany postawą parafian, którzy przestali łożyć na budowę. Prace kontynuował od 1904 nowy ksiądz - Feliks Bernard Poraj-Kobielski. W 1905 ostatecznie rozebrano starą świątynię. Budowę nowej ukończono w 1909. Konsekracji dokonał 19 września 1909 biskup Stanisław Zdzitowiecki.
W styczniu i marcu 1918, podczas I wojny światowej Niemcy ograbili kościół (ukradli m.in. piszczałki organowe i dzwony). W 1935 ksiądz Władysław Sikorski zbudował nową plebanię. Od 1936 do 6 października 1941 proboszczem był we wsi ksiądz Edmund Dyja, który został zamordowany przez Niemców w ich obozie koncentracyjnym w Dachau w czerwcu lub lipcu 1942. Niemcy ponownie rozgrabili kościół podczas II wojny światowej. Urządzili w nim magazyn amunicyjny i skład zboża. W piwnicach plebanii przetrzymywano i torturowano więźniów, ponieważ mieścił się tam posterunek niemieckiej żandarmerii. Z tego czasu zachowały się wyryte przez więźniów napisy, np.: tutaj byłem trzy dni torturowany - Antoni Pachnicki, 26 IV 1942 byłem tu więziony wraz ze znajomymi, tu było czterech ruskich, Synku, żono, czy jeszcze was kiedyś zobaczę?, Brawo rodacy! Nie zapomnijcie mnie pomścić, Matko, proś Boga o moje ocalenie (liczne są też same wyryte daty).
14 lutego 1945 przybył do wsi nowy kapłan (Stanisław Grunwald). Wieża i dach były zniszczone, co uniemożliwiało sprawowanie nabożeństw. W 1946 odnowiono ołtarz i zakupiono dzwony. W 1962 wyremontowano dach. W 1976 przebudowano prezbiterium i poświęcono nowe tabernakulum (biskup Franciszek Musiel). 31 grudnia 1981 w kościele odbyło się nabożeństwo przed pogrzebem księdza Leona Błaszczaka, zamordowanego przez Służbę Bezpieczeństwa. 

## Architektura
Neogotycka świątynia jest murowana, zbudowana na planie krzyża w stylu neogotyckim. Podstawowe parametry kościoła to: wysokość - 18 m, długość - 40 m, szerokość - 22 m i wysokość wieży - 40 m.

## Otoczenie
Między kościołem, a plebanią stoi głaz pamiątkowy z 1994 ku czci Antoniego Pachnickiego, instruktora komendy Hufca Łódzkiego ZHP, członka Szarych Szeregów, który został zamordowany przez Niemców na posterunku żandarmerii w plebanii 11 września 1944. Przy kościele zlokalizowana jest także ceglana kaplica przedpogrzebowa Pana Jezusa Miłosiernego z 2014.